# Paragraf 175

Sumaryczna liczba skazanych z § 175 w latach 1902–1987

Paragraf 175 – przepis niemieckiego kodeksu karnego z 1871 r., który określał homoseksualizm jako przeciwny naturze nierząd. Stał się on podstawą do prześladowań i eksterminacji osób homoseksualnych przez nazistów w III Rzeszy.
Paragraf 175 obowiązywał w niezmienionej wersji w NRD do 1967 r., a w RFN do 1969 r. W 1969 w RFN złagodzono nazistowską wersję paragrafu (powrócono do poprzedniej), zaś ostatecznie usunięto go dopiero w latach 90.

## Cesarstwo Niemieckie i Republika Weimarska
W 1871 r., jednocześnie z proklamowaniem nowo powstałego Cesarstwa Niemieckiego, na jego terytorium zaczął obowiązywać kodeks karny penalizujący paragrafem 175 stosunki seksualne między mężczyznami, wymieniając je obok zoofilii i definiując jako:

Przeciwny naturze nierząd, do którego dochodzi pomiędzy osobami płci męskiej albo między człowiekiem i zwierzęciem, jest karany więzieniem, z możliwością utraty praw obywatelskich.

Czyn zakazany zagrożony był karą do 2 lat więzienia. Kodeks nie zajmował się stosunkami pomiędzy kobietami. Homoseksualizm kobiecy penalizowało natomiast prawo austriackie. Na terenie Austrii (także po Anschlussie) funkcjonował od roku 1852 paragraf 129Ib, który przewidywał karę od jednego do pięciu lat pozbawienia wolności za nierząd z osobami tej samej płci. Nie był on jednak powszechnie wykorzystywany – w latach 1938–1943 sądzono z jego mocy w Wiedniu jedynie 66 kobiet Takie przepisy nie wyróżniały Niemiec ani Austrii na tle innych krajów, a wręcz przeciwnie. W ówczesnej Wielkiej Brytanii i USA istniały daleko bardziej restrykcyjne przepisy, przewidujące wyższe kary – oba te kraje obłożyły kontakty homoseksualne karą śmierci. W Europie kontynentalnej, również na terenie Niemiec przed 1871 r., pozostawał w mocy Kodeks Napoleona, depenalizujący wiele tzw. czynności bez ofiar, w tym również kontakty homoseksualne.
Praktyka stosowania paragrafu 175 w II Rzeszy była jednak dość liberalna. O ile przestrzegano go dość ściśle na prowincji, to jednak w dużych miastach panowała spora swoboda obyczajowa. W dekadenckim Berlinie czy Hamburgu funkcjonowały kluby, bary, sale taneczne „ligi przyjaźni” tej samej płci, krążyły czasopisma homoerotyczne. W Berlinie lat 20. co trzeci nocny lokal był nastawiony na klientów o różnych preferencjach seksualnych. Lesbijki funkcjonowały niemal jawnie: wychodziły co najmniej cztery pisma lesbijskie, a w 1928 r. ukazała się książka Lesbijki Berlina. Homoseksualizm był tematem dyskutowanym w środowiskach akademickich, miał swoje miejsce w filmie i literaturze. W 1897 r. berliński lekarz seksuolog Magnus Hirschfeld utworzył tzw. Komitet Naukowo-Humanitarny (Wissenschaftlich-Humanitäres Komitee) stawiający sobie za zadanie zniesienie paragrafu 175 i edukację związaną z homoseksualizmem. Komitet skupiał znanych naukowców niemieckich (Edward Oberg, Max Spohr, Franz Josef von Bülow) i popierany był przez ruch sufrażystek. Początkowo składał się z niemal samych gejów, z czasem dołączały się do niego osoby deklarujące się jako heteroseksualne oraz lesbijki. Według polskiego dziennikarza K. Geberta, założona w 1923 r. Liga Praw Człowieka również walczyła o zniesienie paragrafu 175. Brakuje jednakże dostatecznej liczby danych na potwierdzenie tej tezy. Geje spoza Niemiec, a szczególnie z Wielkiej Brytanii, sprowadzali się do liberalnego Berlina. Tak postąpili m.in. poeta Wystan Hugh Auden oraz krytycy Stephen Spender i Christopher Isherwood.
W 1924 r. sąd w Hanowerze skazał Fritza Haarmanna, który razem ze swoim kochankiem zabił dwudziestu siedmiu nastoletnich chłopców. Wywołało to w Niemczech falę aresztowań wśród osób homoseksualnych i przyczyniło się do homofobicznych postaw społecznych. Liczba spraw sądowych z paragrafu 175 wzrosła wtedy z 450 do ok. 700 rocznie.
Pod koniec lat 20. starania o zmianę sytuacji na gruncie politycznym w okresie II Rzeszy nie przynosiły rezultatu mimo wcześniejszych licznych petycji i działań edukacyjnych kręgu Hirschfelda. Niemieccy politycy niechętnie odnosili się do tego tematu.
Paragraf 175 był również w mocy na ziemiach polskich dawnego zaboru pruskiego przed 1932 rokiem. Został anulowany wraz z przyjęciem Kodeksu Makarewicza. Art. 207 tego kodeksu groził więzieniem do lat 3 jedynie za ofiarowanie się osobie tej samej płci do czynu nierządnego z chęci zysku.

## III Rzesza

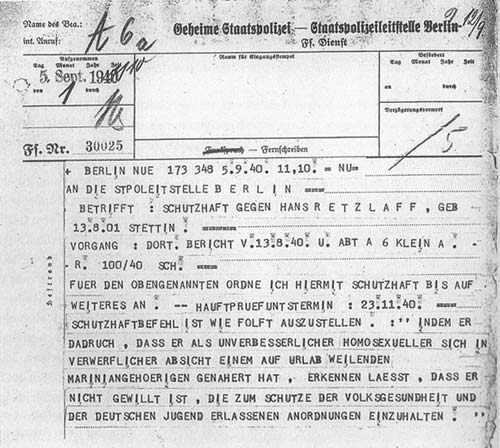
Telegram ze szczecińskiego oddziału Gestapo do centrali w Berlinie dotyczący aresztowania za homoseksualizm
39-letniego Hansa Retzlaffa, który zginął kilka tygodni później w obozie koncentracyjnym w Sachsenhausen

W założeniach nacjonalistycznego pojmowania państwa niemieckiego osoby homoseksualne, podobnie jak Żydzi i osoby chore psychicznie, stanowiły realne niebezpieczeństwo dla „prawej” (heteronormatywnej) większości narodu. 28 lutego 1933 wydano rozporządzenie Hindenburga O ochronie narodu i państwa, które zniosło nienaruszanie wolności osobistej i dało podstawę do wprowadzeniu aresztu prewencyjnego (tzw. Schutzhaftu). W praktyce przepis ten oznaczał, że podejrzanego można było więzić w zasadzie w nieskończoność i to bez wyroku sądowego. Wielu homoseksualnych mężczyzn było zatrzymywanych w areszcie prewencyjnym, skąd później wysyłano ich do obozów koncentracyjnych.
6 maja 1933 r. instytut Hirschfelda został splądrowany przez bojówki Sturmabteilung (SA) i studentów Wyższej Szkoły Wychowania Fizycznego. Na ciężarówki załadowano książki, broszury, obrazy oraz popiersie Hirschfelda. Wywieziono je, by cztery dni później, 10 maja, spalić wraz z zasobami wielu innych berlińskich bibliotek na Placu Hegla przed Operą Państwową. Oznaczało to faktyczny koniec możliwości zniesienia paragrafu 175 i rozpoczęcie okresu prześladowań.
Po puczu Röhma (tzw. „noc długich noży”) w 1934 roku przepis ten jeszcze zaostrzono. Dodano podpunkt 175a, który pozwalał na aresztowanie mężczyzn nie tylko przyłapanych in flagranti (jak miało to miejsce wcześniej), ale jedynie podejrzewanych o homoseksualizm (na przykład na podstawie wymienianych pocałunków czy trzymania się za ręce). W praktyce nie trzeba było żadnych dowodów, aby uznać, że ten konkretny mężczyzna jest homoseksualny, wystarczyła denuncjacja lub podejrzenie wynikające na przykład z braku pozostawania w związku małżeńskim.

### Niemieckie obozy koncentracyjne
Stosowanie paragrafu 175 dotyczyło wyłącznie mężczyzn będących obywatelami III Rzeszy, ale z uwzględnieniem rozszerzenia granic po przyłączeniu terytoriów wszystkich podbitych podczas wojny krajów. Osoby skazane na mocy paragrafu 175 w obozach koncentracyjnych otrzymywały oznaczenie w postaci różowego trójkąta. Na podstawie zachowanych dokumentów obozowych wiadomo, że różowych trójkątów wydano kilkanaście tysięcy. W przedmowie do wspomnianego dzieła Hegera Anna Richter wspomina, że prawdopodobnie ponad połowa z nich nie przeżyła tego doświadczenia. Według innego badacza tego zagadnienia, Klausa Müllera, śmiertelność w podanej grupie wynosiła ponad 60%, zaś do 1945 roku na mocy paragrafu 175. skierowano do obozów koncentracyjnych 10–15 tys. więźniów.
Ze względu na obowiązujące dalej po wojnie represje względem osób homoseksualnych, pierwszą pełną relacją więźnia z różowym trójkątem, była ta Josefa Kohouta powstała w latach 1967–1968, a opublikowana pierwszy raz w Niemczech w roku 1972. Pozostałe relacje osób, które zdecydowały się na mówienie o tych wydarzeniach, należą między innymi do: Pierre’a Seela, Gada Becka, Rudolfa Brazdy, Tiemona Hofmana, Friedy Belinfante, Karla Goratha, Heinza Dörmera, Friedericha-Paula von Groszheima, Annette Eick, Albrechta Beckera oraz Heinza F. i Stefana K., o którym dzisiaj wiadomo, że naprawdę nazywał się Teofil Kosiński i był jedynym znanym dziś z imienia i nazwiska Polakiem skazanym z mocy paragrafu 175. Pozostały więc jedynie relacje kilkunastu z kilkunastu tysięcy skazanych osób oraz jedyny zachowany różowy trójkąt z numerem obozowym 1896, który należał do Josefa Kohouta i który obecnie znajduje się w zbiorach United States Holocaust Memorial Museum w Waszyngtonie. Jako że w 2011 roku umarł ostatni znany z imienia i nazwiska były więzień oznaczony różowym trójkątem – Rudolf Brazda – ilość tych świadectw dziś już raczej nie ulegnie zmianie.
W obozowym systemie znakowania więźniów mężczyźni z różowym trójkątem stali najniżej w hierarchii, zaraz po trójkątach brązowych (Cyganie) i fioletowych (Świadkowie Jehowy). Lesbijki w obozach nie były oznaczane trójkątami różowymi, ale czarnymi, którymi znaczono osoby aspołeczne (bezrobotnych, osoby chore psychicznie, trudną młodzież, alkoholików i innych).

## Niemcy powojenne

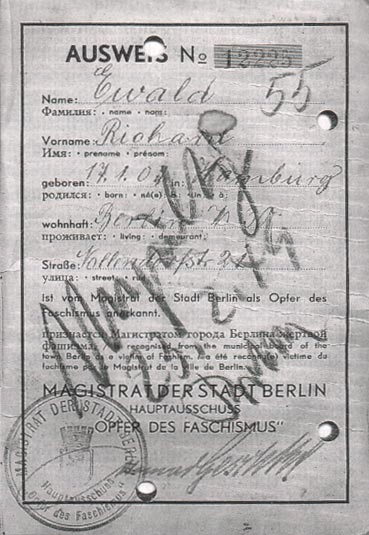
Unieważniona legitymacja przyznająca uprawnienia „ofiary faszyzmu” byłemu więźniowi obozu. Magistrat Berlina Wschodniego unieważniał prawa do odszkodowań więźniom z różowymi trójkątami.

Po pokonaniu nazistowskich Niemiec w 1945 r. więźniowie skazani na podstawie paragrafu 175 nie zostali zwolnieni. Alianci zachodni oraz Związek Radziecki potraktowali ich jak zwykłych kryminalistów. Geje odbywali w więzieniach reszty zasądzonych kar. Rekordzista, Heinz Dörmer, który był w czasie wojny więźniem KL Neuengamme, pozostał w więzieniu jeszcze po jej zakończeniu, zaś łącznie wyrok za homoseksualizm odsiadywał w więzieniu przez 22 lata (od 1941 roku). Zmarł w 2001 roku, nigdy nie został oficjalnie uznany za ofiarę nazizmu i nie dostał z tego powodu żadnego odszkodowania.
Niemiecka Republika Demokratyczna zniosła całkowicie paragraf 175 w 1967 r. Republika Federalna Niemiec złagodziła nazistowskie prawo w brzmieniu z 1 września 1935 w nowelizacji kodeksu karnego w 1969 r., określając karalną granicę stosunków homoseksualnych na 21 lat. W 1973 r. zmieniono ją na 18 lat, a w 1994 r. pozostałości paragrafu 175 zostały zniesione całkowicie. Stąd więc okres powojenny – od 1945 do końca lat 60. – był przedłużeniem fazy „maskowania” i życia w podziemiu dla większości osób homoseksualnych.

### Memoria
Ofiary obowiązywania paragrafu 175 upamiętniają m.in. pomniki w Berlinie i Amsterdamie. W 2000 r. Rob Epstein i Jeffrey Friedman zrealizowali film dokumentalny pt. Paragraf 175, zbierający relacje ostatnich żyjących ofiar prześladowań. Jego pomysłodawcą jest jeden z pierwszych badaczy tej tematyki, Klauss Müller – doktor socjologii oraz znawca do spraw prześladowań osób homoseksualnych w III Rzeszy w Unated States Holocaust Memorial Museum w Waszyngtonie. Film oparty jest na jego własnych badaniach.
Różowe oraz (nieco później) czarne trójkąty po latach stały się ważnymi ikonami ruchów LGBTQIA. Nie tylko są one symbolem prześladowań osób homoseksualnych przez nazizm, ale także współczesnej walki osób nieheteronormaywnych o równouprawnienie i godność. Stąd wiele pomników oraz tablic postawionych w miejscach pamięci tej grupy ofiar ma ten kształt. Często towarzyszą im trójkąty oznaczające inne zapomniane kategorie ofiar (na przykład fioletowe), a także napis Totgeschlagen-Totgeschwiegen (z niem. pomordowani, przemilczeni).
Miejsca upamiętniające homoseksualne ofiary nazizmu powstają też poza Europą (San Francisco, Montevideo, Sydney).

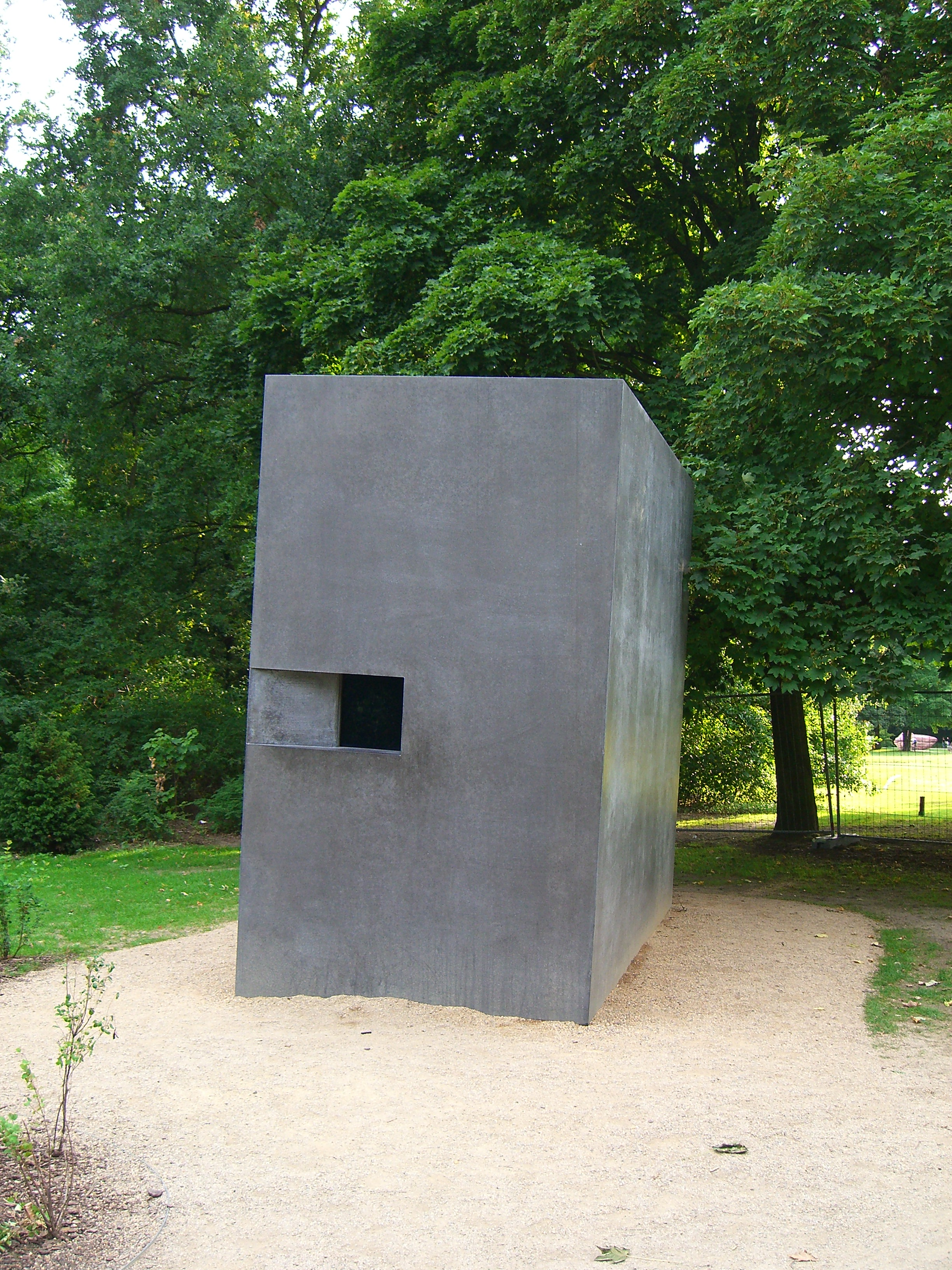
Berlin: Pomnik pamięci homoseksualistów prześladowanych przez nazizm
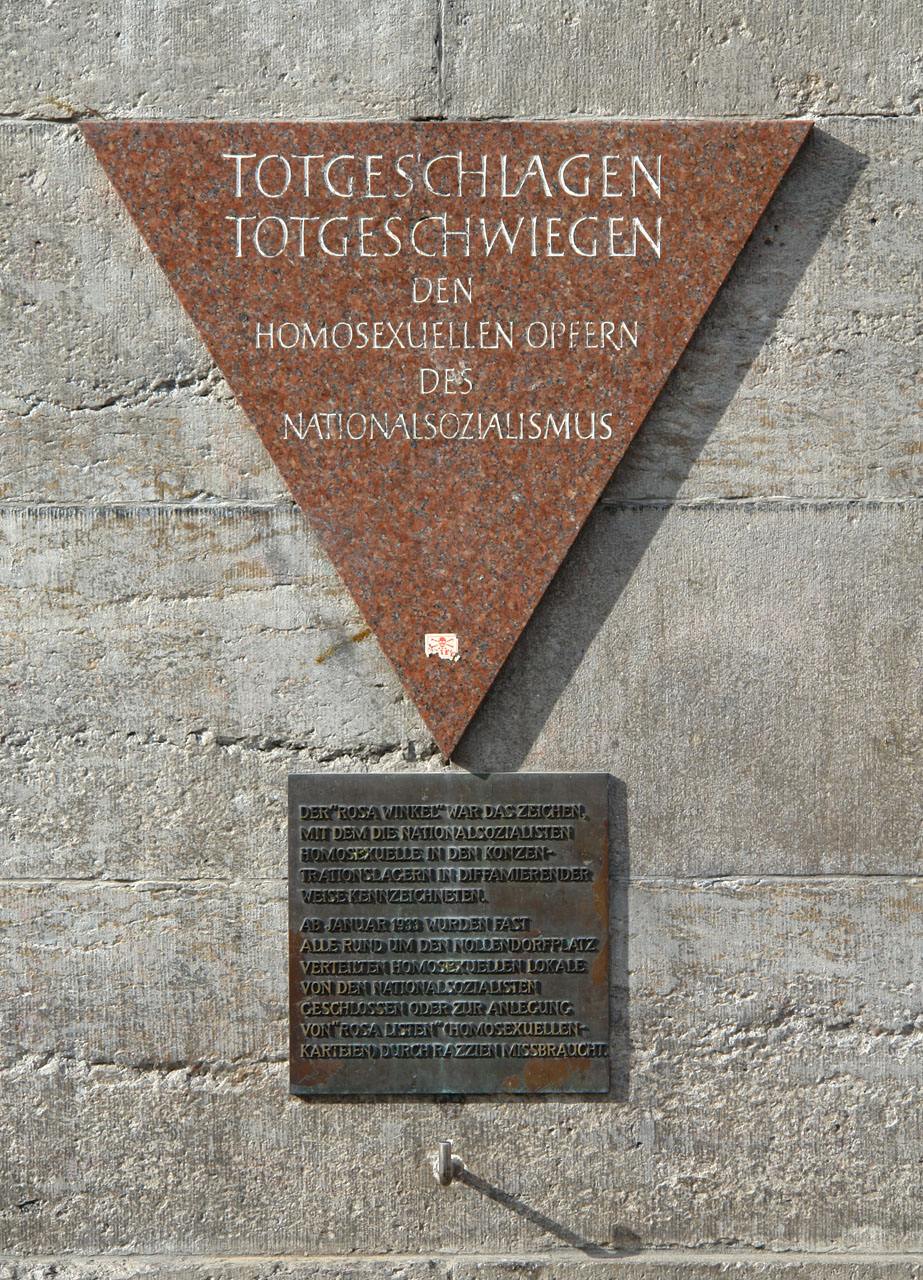
Berlin: tablica upamiętniająca ofiary spod znaku różowego trójkąta przy stacji metra Nollendorfplatz
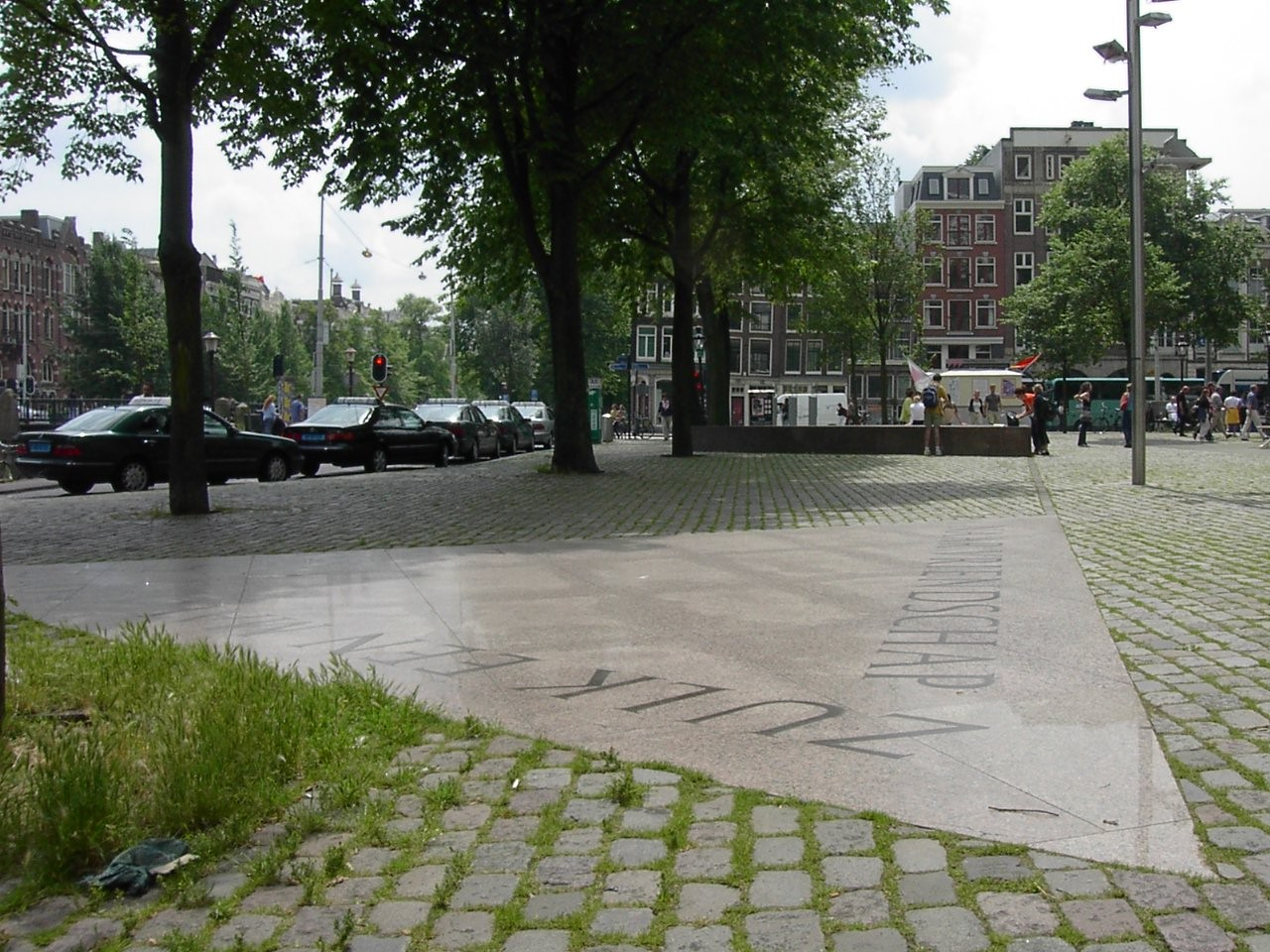
Amsterdam: pomnik na skwerze przed kościołem Westerkerk – Homomonument
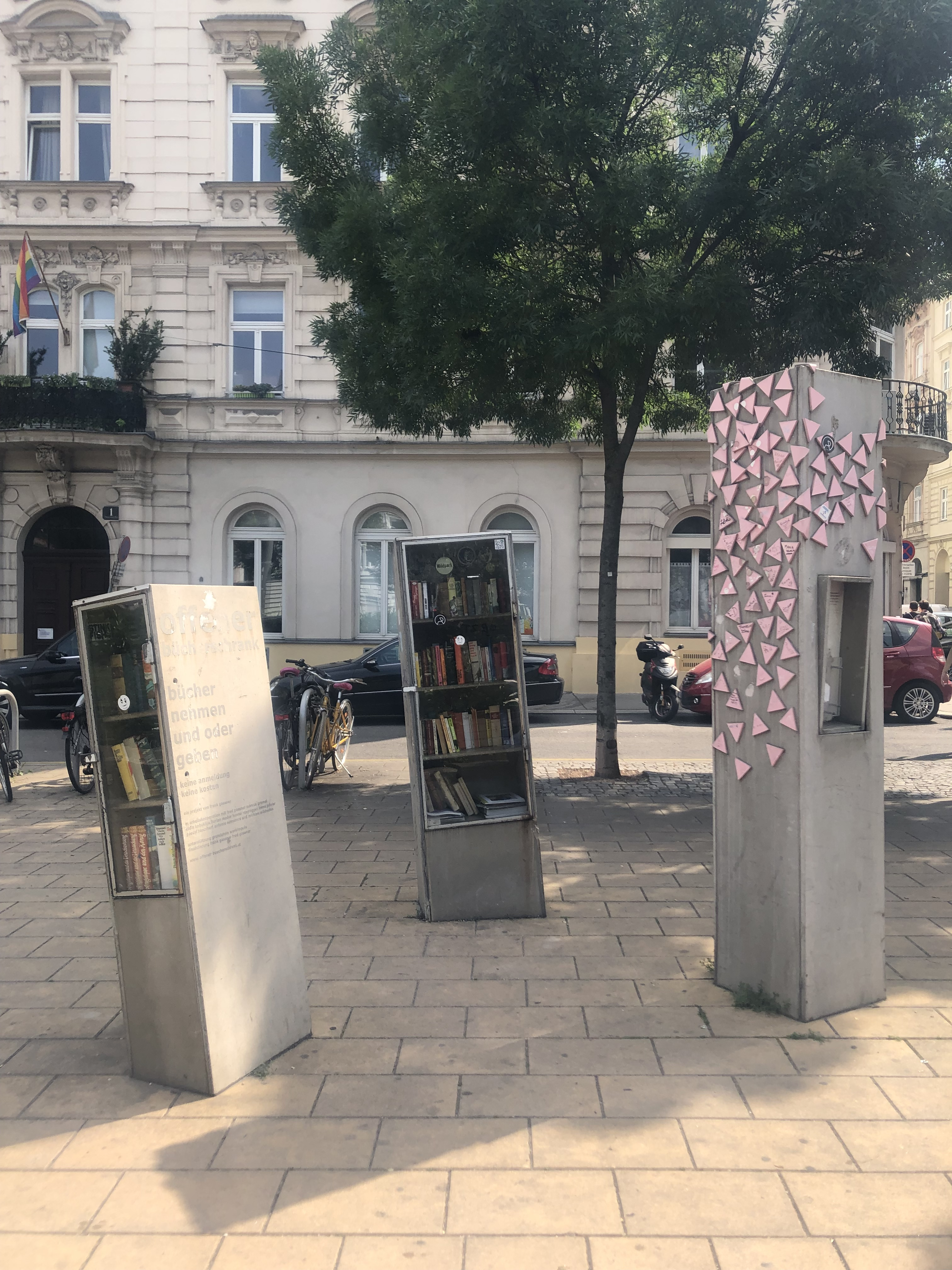
Pomnik poświęcony pamięci Josefa Kohouta (Heinza Hegera) na Zimmermannplatz 1 w Wiedniu
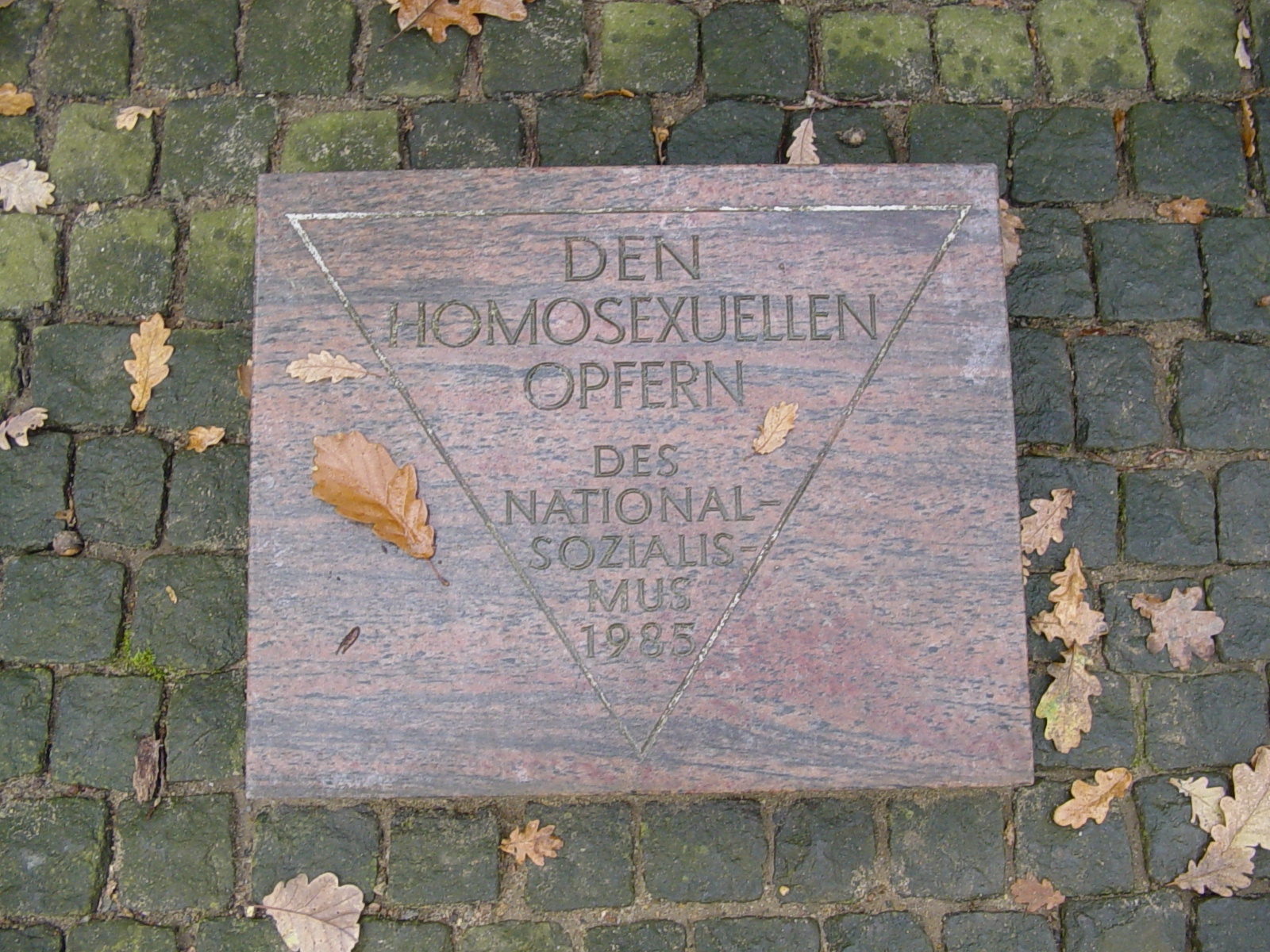
Tablica w obozie koncentracyjnym Neuengamme
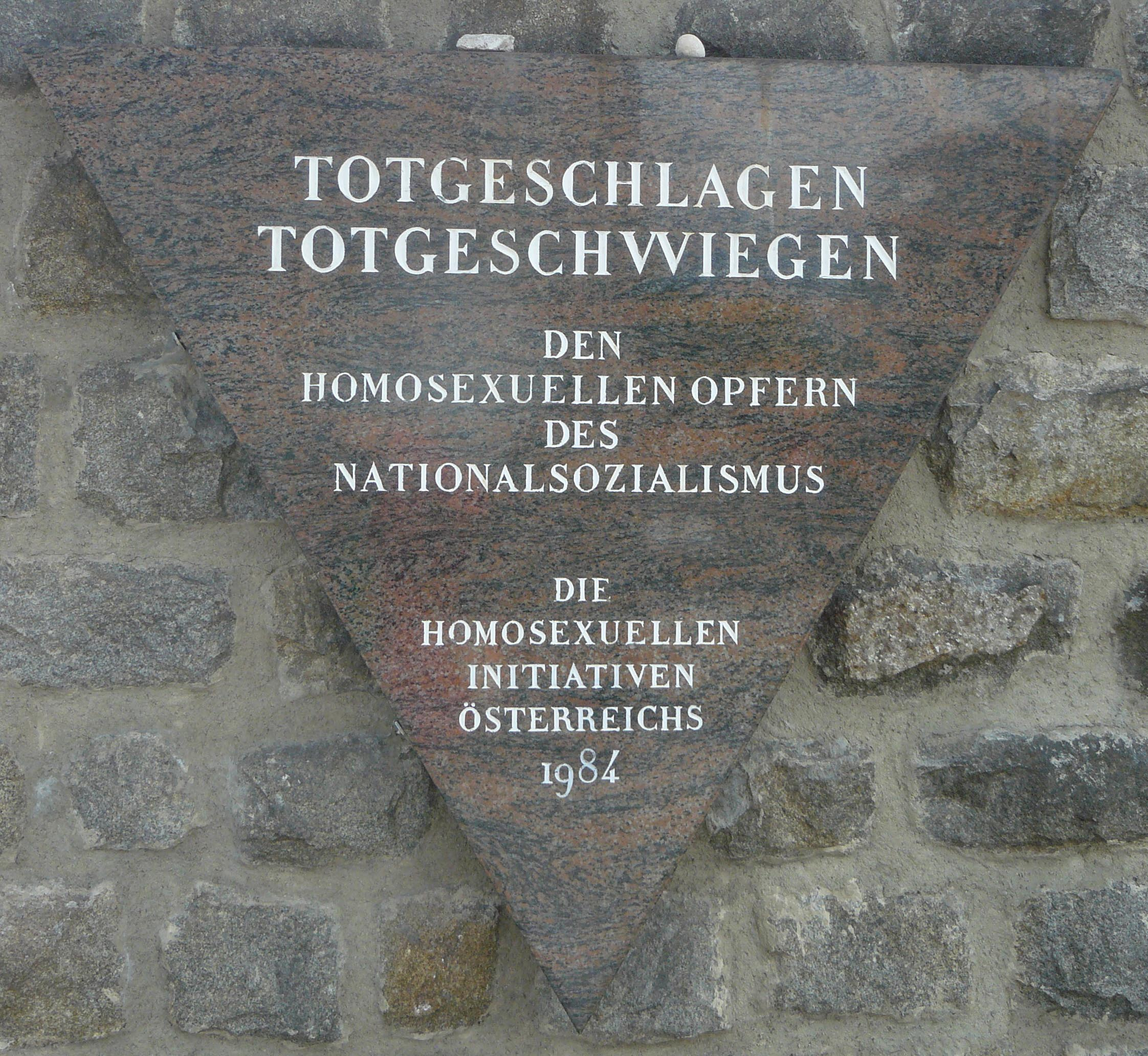
Tablica w obozie koncentracyjnym Mauthausen
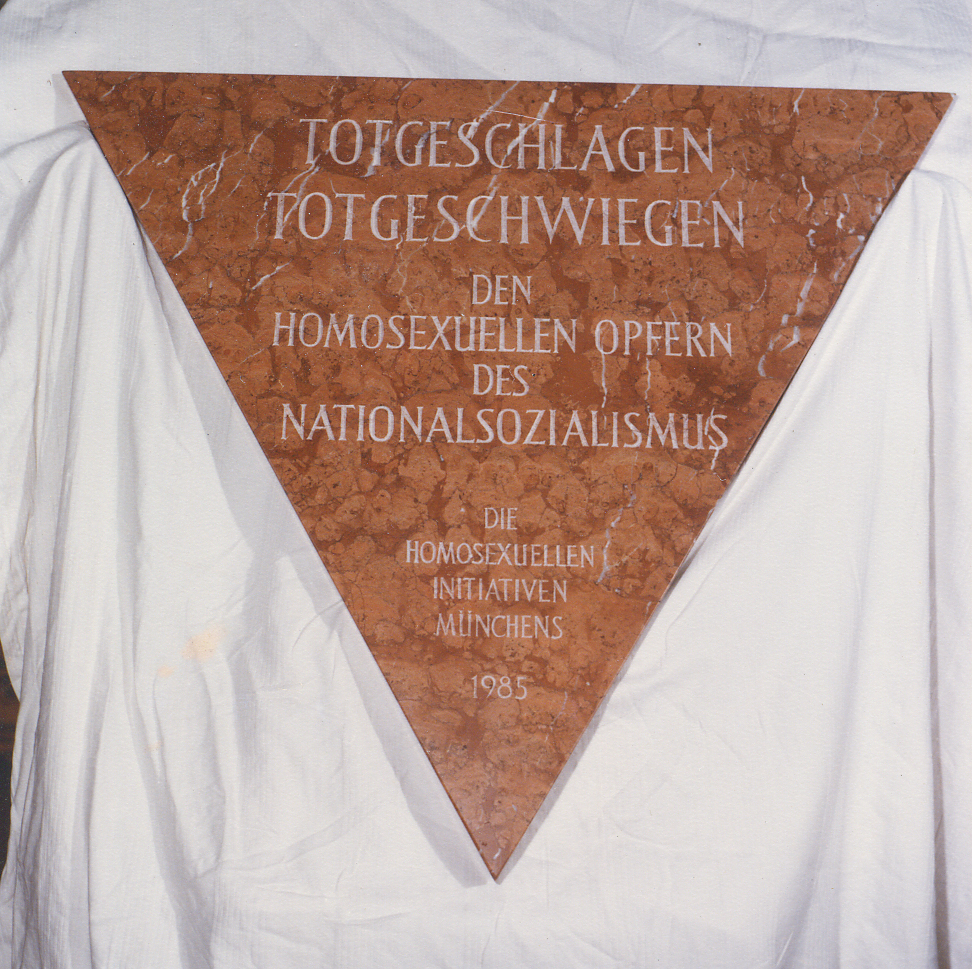
Tablica w obozie koncentracyjnym Dachau
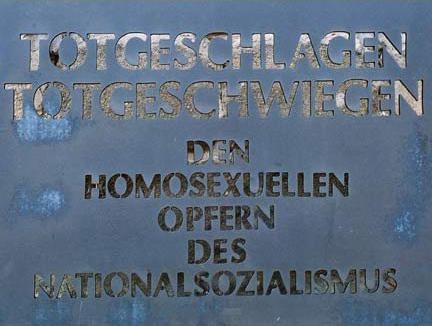
Tablica w obozie koncentracyjnym Sachsenhausen
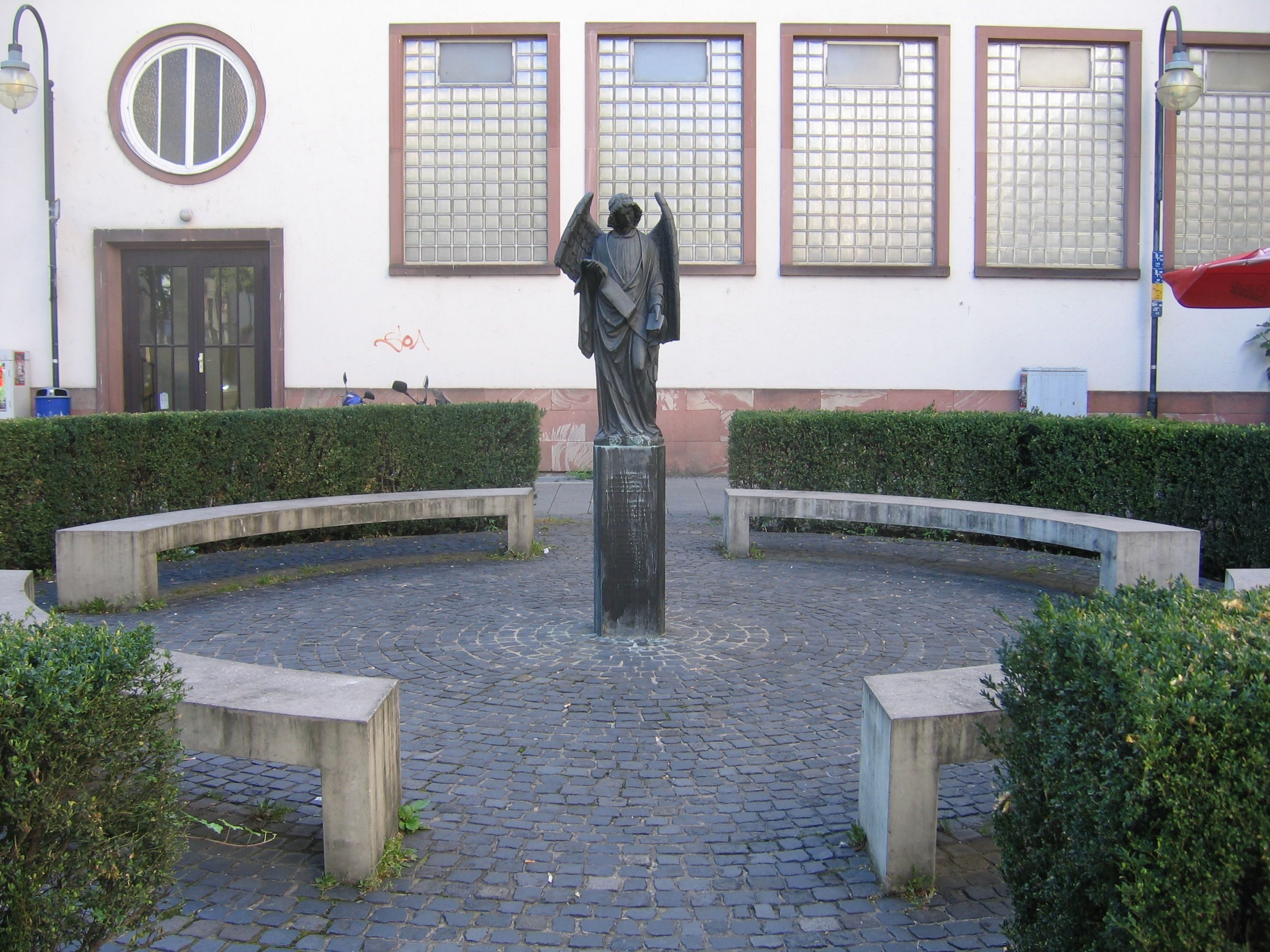
Pomnik we Frankfurcie nad Menem
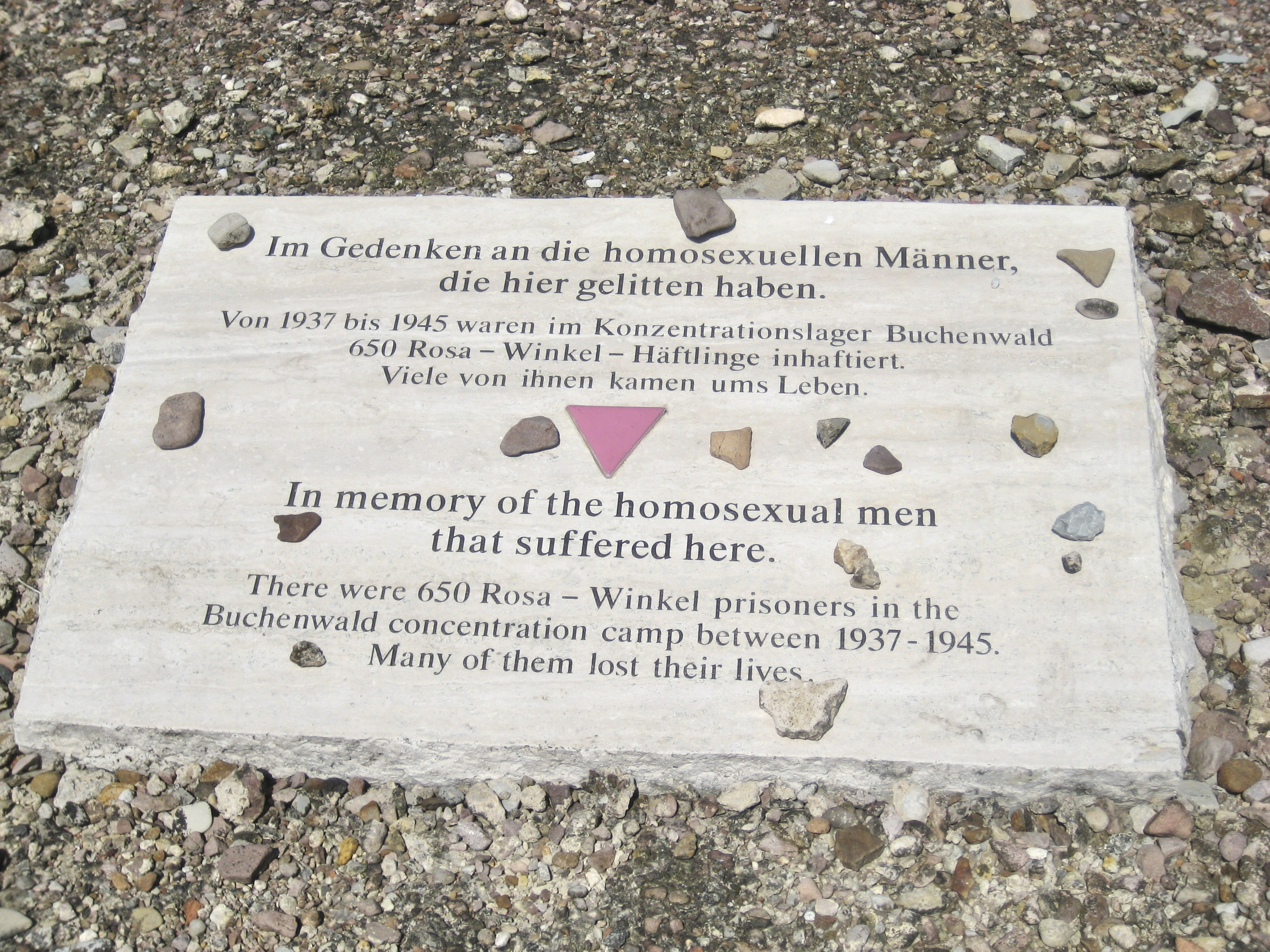
Tablica w obozie koncentracyjnym Buchenwald

## Statystyki
Zestawienie danych statystycznych na temat ofiar paragrafu 175:
| Tabela 1: Oskarżeni pod zarzutami z § 175 (1902-1918) | Tabela 1: Oskarżeni pod zarzutami z § 175 (1902-1918) | Tabela 1: Oskarżeni pod zarzutami z § 175 (1902-1918) |
| Rok                                                   | Aresztowani                                           | Skazani                                               |
| ----------------------------------------------------- | ----------------------------------------------------- | ----------------------------------------------------- |
| 1902                                                  | 364/393                                               | 613                                                   |
| 1903                                                  | 332/289                                               | 600                                                   |
| 1904                                                  | 348/376                                               | 570                                                   |
| 1905                                                  | 379/381                                               | 605                                                   |
| 1906                                                  | 351/382                                               | 623                                                   |
| 1907                                                  | 404/367                                               | 612                                                   |
| 1908                                                  | 282/399                                               | 658                                                   |
| 1909                                                  | 510/331                                               | 677                                                   |
| 1910                                                  | 560/331                                               | 732                                                   |
| 1911                                                  | 526/342                                               | 708                                                   |
| 1912                                                  | 603/322                                               | 761                                                   |
| 1913                                                  | 512/341                                               | 698                                                   |
| 1914                                                  | 490/263                                               | 631                                                   |
| 1915                                                  | 233/120                                               | 294                                                   |
| 1916                                                  | 278/120                                               | 318                                                   |
| 1917                                                  | 131/70                                                | 166                                                   |
| 1918                                                  | 157/3                                                 | 118                                                   |
| Środk. kolumna: homoseksualizm / zoofilia.            |                                                       |                                                       |

| Tabela 2: Oskarżeni pod zarzutami z § 175 (1919-1933) | Tabela 2: Oskarżeni pod zarzutami z § 175 (1919-1933) | Tabela 2: Oskarżeni pod zarzutami z § 175 (1919-1933) |
| Rok                                                   | Aresztowani                                           | Skazani                                               |
| ----------------------------------------------------- | ----------------------------------------------------- | ----------------------------------------------------- |
| 1919                                                  | 110/10                                                | 89                                                    |
| 1920                                                  | 237/39                                                | 197                                                   |
| 1921                                                  | 485/86                                                | 425                                                   |
| 1922                                                  | 588/7                                                 | 499                                                   |
| 1923                                                  | 503/31                                                | 445                                                   |
| 1924                                                  | 850/12                                                | 696                                                   |
| 1925                                                  | 1225/111                                              | 1107                                                  |
| 1926                                                  | 1126/135                                              | 1040                                                  |
| 1927                                                  | 911/118                                               | 848                                                   |
| 1928                                                  | 731/202                                               | 804                                                   |
| 1929                                                  | 786/223                                               | 837                                                   |
| 1930                                                  | 723/221                                               | 804                                                   |
| 1931                                                  | 618/139                                               | 665                                                   |
| 1932                                                  | 721/204                                               | 801                                                   |
| Środk. kolumna: homoseksualizm / zoofilia.            |                                                       |                                                       |

| Tabela 3: Skazani pod zarzutami z §§ 175, 175a i b (1933-1941) | Tabela 3: Skazani pod zarzutami z §§ 175, 175a i b (1933-1941) | Tabela 3: Skazani pod zarzutami z §§ 175, 175a i b (1933-1941) |
| Rok                                                            | Dorośli                                                        | Nieletni                                                       |
| -------------------------------------------------------------- | -------------------------------------------------------------- | -------------------------------------------------------------- |
| 1933                                                           | 853                                                            | 104                                                            |
| 1934                                                           | 948                                                            | 121                                                            |
| 1935                                                           | 2106                                                           | 257                                                            |
| 1936                                                           | 5320                                                           | 481                                                            |
| 1937                                                           | 8271                                                           | 973                                                            |
| 1938                                                           | 8562                                                           | 974                                                            |
| 1939                                                           | 8274                                                           | 689                                                            |
| 1940                                                           | 3773                                                           | 427                                                            |
| 1941                                                           | 3739                                                           | 687                                                            |
| 1942                                                           | 3963                                                           | nn                                                             |
| 1943                                                           | 2218                                                           | nn                                                             |
| Nieletni poniżej 18 lat.                                       |                                                                |                                                                |

| Tabela 4: Skazani pod zarzut. z §§ 175, 175a w RFN (1950-1987) | Tabela 4: Skazani pod zarzut. z §§ 175, 175a w RFN (1950-1987) | Tabela 4: Skazani pod zarzut. z §§ 175, 175a w RFN (1950-1987) | Tabela 4: Skazani pod zarzut. z §§ 175, 175a w RFN (1950-1987) |
| Rok                                                            | Liczba                                                         | Rok                                                            | Liczba                                                         |
| -------------------------------------------------------------- | -------------------------------------------------------------- | -------------------------------------------------------------- | -------------------------------------------------------------- |
| 1950                                                           | 1920                                                           | 1969                                                           | 894                                                            |
| 1951                                                           | 2167                                                           | 1970                                                           | 340                                                            |
| 1952                                                           | 2476                                                           | 1971                                                           | 272                                                            |
| 1953                                                           | 2388                                                           | 1972                                                           | 362                                                            |
| 1954                                                           | 2564                                                           | 1973                                                           | 373                                                            |
| 1955                                                           | 2612                                                           | 1974                                                           | 235                                                            |
| 1956                                                           | 2774                                                           | 1975                                                           | 160                                                            |
| 1957                                                           | 3124                                                           | 1976                                                           | 200                                                            |
| 1958                                                           | 3182                                                           | 1977                                                           | 191                                                            |
| 1959                                                           | 3530                                                           | 1978                                                           | 177                                                            |
| 1960                                                           | 3134                                                           | 1979                                                           | 148                                                            |
| 1961                                                           | 3005                                                           | 1980                                                           | 164                                                            |
| 1962                                                           | 3098                                                           | 1981                                                           | 147                                                            |
| 1963                                                           | 2803                                                           | 1982                                                           | 163                                                            |
| 1964                                                           | 2907                                                           | 1983                                                           | 178                                                            |
| 1965                                                           | 2538                                                           | 1984                                                           | 153                                                            |
| 1966                                                           | 2261                                                           | 1985                                                           | 123                                                            |
| 1967                                                           | 1783                                                           | 1986                                                           | 118                                                            |
| 1968                                                           | 1727                                                           | 1987                                                           | 117                                                            |

## Odniesienia w kulturze
Filmy
- Paragraf 175 (2000)
- Wielka wolność (2021)[15]